# Яминава
Яминава (Яванава, англ. Yaminawá, Yawanawa) — народ, индейцы, проживающие на территории Бразилии, Боливии и Перу.

## Название
Яминава можно перевести как «люди топора», но это название появилось во второй половине прошлого века. Ведь Яминава — это экзоним, сами представители народа называют себя Шишинава (xixi — коати), Яванава (yawa — дикий кабан), Башонава (basho — опоссум) и др.

## Язык
Язык яминава относится к паноанской языковой семье. Общее число говорящих на языке яминава ~1390 человек.

## Культура
Фольклор Яминава достаточно разнообразен, но отдельное внимание следует уделить таким жанрам как: ямаяма (yamayama) — лирика о чувствах и шедипо (shedipawó) — исторические сказания.Также известны народные песни Яминава, к примеру «Te Nande».

## Религия
Кошуити (koshuiti) — шаман у Яминава.